# معرض صور ولاية ساو باولو
معرض صور ولاية ساو باولو (بالبرتغالية: Pinacoteca do Estado de São Paulo) من أهم المتاحف الفنية في البرازيل.

## التاريخ
يقع المتحف في مبنى عام 1900 في جارديم دا لوز وسط مدينة ساو باولو، صممه راموس دي أزيفيدو ودوميزيانو روسي ليكون المقر الرئيسي لمدرسة ليسيوم للفنون والحرف. وهو أقدم متحف فني في ساو باولو، تأسس في 24 ديسمبر 1905 وتم تأسيسه كمتحف حكومي منذ عام 1911.
بعد اجتياز عملية التجديد التي أجراها باولو مينديز دا روشا في التسعينيات أصبح المتحف أحد أكثر المؤسسات الثقافية ديناميكية في البلاد، حيث اصطف مع الدائرة الدولية للمعارض، واستضاف الأحداث الثقافية، وحافظ على إنتاج ببليوغرافي نشط. يحتفظ المتحف أيضًا بفرع في منطقة بون ريتيرو يسمى معرض صور إستاساو، حيث تقيم معارض مؤقتة ومركز توثيق المؤسسة.

### سرقة 2008
في 12 يونيو 2008 اقتحم ثلاثة رجال مسلحين المتحف وسرقة سيارة حوالي الساعة 5:09 صباحًا وسرقوا لوحة الرسام والنموذج (1963)، ومينوتو، وشارب ونساء (1933) بقلم بابلو بيكاسو، ونساء في نافذة (1926) بواسطة إميليانو دي كافالكانتي، وزوجان (1919) بواسطة لاسار سيغال. كانت هذه ثاني سرقة للفن في ساو باولو خلال ستة أشهر. في 6 أغسطس 2008 تم اكتشاف لوحتين في منزل أحد اللصوص واستعادتهما الشرطة في نفس المدينة.

## المجموعة
يحتوي المتحف على مجموعة واسعة النطاق من الفن البرازيلي، والتي تشتهر بشكل أساسي بتجميعها الواسع من اللوحات والمنحوتات التي تعود إلى القرن التاسع عشر، وهي واحدة من أكبر اللوحات والمنحوتات في البلاد، بالإضافة إلى عدد من الأعمال الفنية البرازيلية العصرية الشهيرة. تتضمن المجموعة أيضًا قسمًا للأعمال الورقية واللوحات الأوروبية والمنحوتات لفناني القرن التاسع عشر والفنون الزخرفية وما إلى ذلك.